# Daajing Giids
Daajing Giids est une municipalité de village située dans la province de la Colombie-Britannique, dans l'archipel Haïda Gwaïi. En 2022, le village change officiellement son nom, passant de Queen Charlotte City à son nom historique de Daajing Giids. Située à l'extrémité sud de l'île Graham, elle est fondée en 1908, mais est officiellement incorporée en village le 5 décembre 2005.